# Amir Soto
Amir Amizis Soto Espinoza (nacido el 4 de noviembre de 1997) es un futbolista profesional panameño que juega como defensa.

## Trayectoria

### Ringkøbing IF
El 5 de febrero de 2018 fichó por el Ringkøbing IF. Jugó la Segunda División de Dinamarca.

### CD Universitario
El 9 de enero de 2019 fue anunciado como nuevo jugador del CD Universitario. Debutó con el club el 13 de febrero de 2019 en la derrota 4 a 0 contra el Tauro FC en el Estadio Rommel Fernández siendo suplente entrando al minuto 61 por Samir Ramírez. En el Torneo Clausura 2019 jugó 10 partidos llegando hasta los playoff.

### Valour FC
El 7 de febrero de 2020 fue anunciado como nuevo jugador del Valour FC. Debutó con el club el 30 de junio de 2021 en la victoria 2 a 0 contra HFX Wanderers FC en el IG Field siendo suplente entrando al minuto 85 por Austin Ricci. En la Canadian Premier League 2021 jugó 5 partidos, El 29 de enero de 2022 fue dado de baja por el club.

### Inter Playa
El 20 de julio de 2022 fue anunciado como nuevo jugador del Inter Playa del Carmen. Jugó el Torneo Apertura 2022 Serie A de México.

## Clubes
| Club             | País      | Año         |
| ---------------- | --------- | ----------- |
| Ringköbing IF    | Dinamarca | 2018        |
| CD Universitario | Panamá    | 2019        |
| Valour FC        | Canadá    | 2020 - 2022 |
| Inter Playa      | México    | 2022        |